# Mitchell Parish
Mitchell Parish, född Michael Hyman Peretz 10 juli 1900 i Litauen, död 31 mars 1993 i New York New York, var en amerikansk kompositör och sångtextförfattare. 
En av hans mest kända texter är Stardust till melodi av Hoagy Carmichael från 1928.